# 索尼克R
《索尼克R》是一款由Sonic Team與Traveller's Tales制作、並由世嘉在世嘉土星发行的竞速游戏。本游戏于1997年11月18日在北美发行，12月4日在日本发行。
索尼克R是一款3D竞速类游戏。玩家可以选择单人或者多人游戏。
世嘉土星版本游戏在发行之后得到正面评价。GameRankings的六个评价者给予游戏68.92%的分数。
游戏1998年再版于Microsoft Windows平台。